# Balgonie
Balgonie is een plaats (town) in de Canadese provincie Saskatchewan en telt 1756 inwoners (2021). Het bevindt zich op de kruising van Highways 10, 46 en de Trans-Canada Highway, de stad bevindt zich zo'n 25 kilometer oost van Regina, de hoofdstad van de provincie.

## Geschiedenis
Balgonie is vernoemd naar Balgonie Castle in Schotland. In 1882 reed de eerste trein door het gebied over de Canadian Pacific Railway. Balgonie verwierf in 1907 de status van stad.